# Großer Preis von Monaco 1989
Der Große Preis von Monaco 1989 (offiziell 47e Grand Prix de Monaco) fand am 7. Mai auf dem Circuit de Monaco in Monte Carlo statt und war das dritte Rennen der Formel-1-Weltmeisterschaft 1989.

## Berichte

### Hintergrund
Gerhard Berger fehlte aufgrund seiner beim Großen Preis von San Marino zwei Wochen zuvor erlittenen Verletzungen. Ferrari entschied sich gegen einen Ersatzfahrer und trat stattdessen mit nur einem Fahrzeug an.
March brachte erstmals das neue Modell CG891 an den Start.
Mit Alain Prost (dreimal), Ayrton Senna und Riccardo Patrese (jeweils einmal) traten drei ehemalige Sieger zu diesem Grand Prix an.

### Training
Wie bereits in Imola sicherte sich Senna erneut die Pole-Position vor seinem McLaren-Teamkollegen Prost. Dahinter folgte Thierry Boutsen vor Martin Brundle, Nigel Mansell und Derek Warwick. Zum ersten und einzigen Mal konnte sich Pierre-Henri Raphanel für ein Rennen qualifizieren.

### Rennen
Da Patrese seinen Motor nicht rechtzeitig zur Einführungsrunde starten konnte, musste er das Rennen vom Ende des Feldes aufnehmen. Nach einem Startfehler von Warwick wurde eine zweite Einführungsrunde absolviert und die Renndistanz um einen Umlauf verkürzt.
Senna führte das Rennen durchgängig vor Prost an. Mansell und Brundle gelangten in der 18. Runde auf die Plätze drei und vier, nachdem Boutsen ans Ende des Feldes zurückgefallen war. Dadurch, dass Andrea de Cesaris in Runde 34 nach dem Versuch, den Lotus von Nelson Piquet zu überrunden, auf einen der hinteren Plätze zurückfiel und Mansell ausschied, gelangte Stefano Modena auf den vierten Rang. Als sein Teamkollege Brundle einen Boxenstopp einlegte, erreichte er den dritten Platz und schließlich seine erste Podiumsplatzierung in der Formel 1, die sich rückblickend zudem als die letzte Podestplatzierung des Brabham-Teams herausstellte. Alex Caffi belegte den vierten Platz vor Michele Alboreto und Brundle.

## Meldeliste
| Team                            | Nr. | Fahrer                | Chassis         | Motor                    | Reifen |
| ------------------------------- | --- | --------------------- | --------------- | ------------------------ | ------ |
| Honda Marlboro McLaren          | 01  | Ayrton Senna          | McLaren MP4/5   | Honda RA109E 3.5 V10     | G      |
| Honda Marlboro McLaren          | 02  | Alain Prost           | McLaren MP4/5   | Honda RA109E 3.5 V10     | G      |
| Tyrrell Racing Organisation     | 03  | Jonathan Palmer       | Tyrrell 018     | Ford Cosworth DFR 3.5 V8 | G      |
| Tyrrell Racing Organisation     | 04  | Michele Alboreto      | Tyrrell 018     | Ford Cosworth DFR 3.5 V8 | G      |
| Canon Williams Team             | 05  | Thierry Boutsen       | Williams FW12C  | Renault RS1 3.5 V10      | G      |
| Canon Williams Team             | 06  | Riccardo Patrese      | Williams FW12C  | Renault RS1 3.5 V10      | G      |
| Motor Racing Developments       | 07  | Martin Brundle        | Brabham BT58    | Judd EV 3.5 V8           | P      |
| Motor Racing Developments       | 08  | Stefano Modena        | Brabham BT58    | Judd EV 3.5 V8           | P      |
| Arrows Grand Prix International | 09  | Derek Warwick         | Arrows A11      | Ford Cosworth DFR 3.5 V8 | G      |
| Arrows Grand Prix International | 10  | Eddie Cheever         | Arrows A11      | Ford Cosworth DFR 3.5 V8 | G      |
| Camel Team Lotus                | 11  | Nelson Piquet         | Lotus 101       | Judd CV 3.5 V8           | G      |
| Camel Team Lotus                | 12  | Satoru Nakajima       | Lotus 101       | Judd CV 3.5 V8           | G      |
| Leyton House March Racing Team  | 15  | Maurício Gugelmin     | March CG891     | Judd CV 3.5 V8           | G      |
| Leyton House March Racing Team  | 16  | Ivan Capelli          | March CG891     | Judd CV 3.5 V8           | G      |
| Osella Squadra Corse            | 17  | Nicola Larini         | Osella FA1M     | Ford Cosworth DFR 3.5 V8 | P      |
| Osella Squadra Corse            | 18  | Piercarlo Ghinzani    | Osella FA1M     | Ford Cosworth DFR 3.5 V8 | P      |
| Benetton Formula Ltd            | 19  | Alessandro Nannini    | Benetton B188   | Ford Cosworth DFR 3.5 V8 | G      |
| Benetton Formula Ltd            | 20  | Johnny Herbert        | Benetton B188   | Ford Cosworth DFR 3.5 V8 | G      |
| BMS Scuderia Italia             | 21  | Alex Caffi            | Dallara BMS 189 | Ford Cosworth DFR 3.5 V8 | P      |
| BMS Scuderia Italia             | 22  | Andrea de Cesaris     | Dallara BMS 189 | Ford Cosworth DFR 3.5 V8 | P      |
| Minardi Team SpA                | 23  | Pierluigi Martini     | Minardi M188B   | Ford Cosworth DFR 3.5 V8 | P      |
| Minardi Team SpA                | 24  | Luis Pérez-Sala       | Minardi M188B   | Ford Cosworth DFR 3.5 V8 | P      |
| Ligier Loto                     | 25  | René Arnoux           | Ligier JS33     | Ford Cosworth DFR 3.5 V8 | G      |
| Ligier Loto                     | 26  | Olivier Grouillard    | Ligier JS33     | Ford Cosworth DFR 3.5 V8 | G      |
| Scuderia Ferrari SpA SEFAC      | 27  | Nigel Mansell         | Ferrari 640     | Ferrari 035/5 3.5 V12    | G      |
| Équipe Larrousse                | 29  | Yannick Dalmas        | Lola LC89       | Lamborghini 3512 3.5 V12 | G      |
| Équipe Larrousse                | 30  | Philippe Alliot       | Lola LC89       | Lamborghini 3512 3.5 V12 | G      |
| Coloni SpA                      | 31  | Roberto Moreno        | Coloni FC188B   | Ford Cosworth DFR 3.5 V8 | P      |
| Coloni SpA                      | 32  | Pierre-Henri Raphanel | Coloni FC188B   | Ford Cosworth DFR 3.5 V8 | P      |
| EuroBrun Racing                 | 33  | Gregor Foitek         | EuroBrun ER188B | Judd CV 3.5 V8           | P      |
| West Zakspeed Racing            | 34  | Bernd Schneider       | Zakspeed 891    | Yamaha OX88 3.5 V8       | P      |
| West Zakspeed Racing            | 35  | Aguri Suzuki          | Zakspeed 891    | Yamaha OX88 3.5 V8       | P      |
| Moneytron Onyx Formula One      | 36  | Stefan Johansson      | Onyx ORE-1      | Ford Cosworth DFR 3.5 V8 | G      |
| Moneytron Onyx Formula One      | 37  | Bertrand Gachot       | Onyx ORE-1      | Ford Cosworth DFR 3.5 V8 | G      |
| Rial Racing                     | 38  | Christian Danner      | Rial ARC2       | Ford Cosworth DFR 3.5 V8 | G      |
| Rial Racing                     | 39  | Volker Weidler        | Rial ARC2       | Ford Cosworth DFR 3.5 V8 | G      |
| AGS Racing                      | 40  | Gabriele Tarquini     | AGS JH23B       | Ford Cosworth DFR 3.5 V8 | G      |
| AGS Racing                      | 41  | Joachim Winkelhock    | AGS JH23B       | Ford Cosworth DFR 3.5 V8 | G      |

## Klassifikationen

### Qualifying
| Pos. | Fahrer                | Konstrukteur     | Vorqualifikation | Vorqualifikation  | 1. Qualifikationstraining | 1. Qualifikationstraining | 2. Qualifikationstraining | 2. Qualifikationstraining | Start |
| Pos. | Fahrer                | Konstrukteur     | Zeit             | Ø-Geschwindigkeit | Zeit                      | Ø-Geschwindigkeit         | Zeit                      | Ø-Geschwindigkeit         | Start |
| ---- | --------------------- | ---------------- | ---------------- | ----------------- | ------------------------- | ------------------------- | ------------------------- | ------------------------- | ----- |
| 01   | Ayrton Senna          | McLaren-Honda    | –                | –                 | 1:24,126                  | 142,415 km/h              | 1:22,308                  | 145,561 km/h              | 01    |
| 02   | Alain Prost           | McLaren-Honda    | –                | –                 | 1:24,671                  | 141,498 km/h              | 1:23,456                  | 143,558 km/h              | 02    |
| 03   | Thierry Boutsen       | Williams-Renault | –                | –                 | 1:25,540                  | 140,061 km/h              | 1:24,332                  | 142,067 km/h              | 03    |
| 04   | Martin Brundle        | Brabham-Judd     | 1:27,774         | 136,496 km/h      | 1:26,970                  | 137,758 km/h              | 1:24,580                  | 141,651 km/h              | 04    |
| 05   | Nigel Mansell         | Ferrari          | –                | –                 | 1:25,363                  | 140,351 km/h              | 1:24,735                  | 141,391 km/h              | 05    |
| 06   | Derek Warwick         | Arrows-Ford      | –                | –                 | 1:26,606                  | 138,337 km/h              | 1:24,791                  | 141,298 km/h              | 06    |
| 07   | Riccardo Patrese      | Williams-Renault | –                | –                 | 1:27,138                  | 137,492 km/h              | 1:25,021                  | 140,916 km/h              | 07    |
| 08   | Stefano Modena        | Brabham-Judd     | 1:26,957         | 137,778 km/h      | 1:27,598                  | 136,770 km/h              | 1:25,086                  | 140,808 km/h              | 08    |
| 09   | Alex Caffi            | Dallara-Ford     | 1:27,098         | 137,555 km/h      | 1:27,894                  | 136,310 km/h              | 1:25,481                  | 140,157 km/h              | 09    |
| 10   | Andrea de Cesaris     | Dallara-Ford     | –                | –                 | 1:26,617                  | 138,319 km/h              | 1:25,515                  | 140,102 km/h              | 10    |
| 11   | Pierluigi Martini     | Minardi-Ford     | –                | –                 | 1:28,469                  | 135,424 km/h              | 1:26,288                  | 138,847 km/h              | 11    |
| 12   | Michele Alboreto      | Tyrrell-Ford     | –                | –                 | keine Zeit                | –                         | 1:26,388                  | 138,686 km/h              | 12    |
| 13   | Gabriele Tarquini     | AGS-Ford         | –                | –                 | 1:26,603                  | 138,342 km/h              | 1:26,422                  | 138,631 km/h              | 13    |
| 14   | Maurício Gugelmin     | March-Judd       | –                | –                 | 1:28,917                  | 134,741 km/h              | 1:26,522                  | 138,471 km/h              | 14    |
| 15   | Alessandro Nannini    | Benetton-Ford    | –                | –                 | 1:28,608                  | 135,211 km/h              | 1:26,599                  | 138,348 km/h              | 15    |
| 16   | Olivier Grouillard    | Ligier-Ford      | –                | –                 | 1:27,040                  | 137,647 km/h              | 1:26,792                  | 138,040 km/h              | 16    |
| 17   | Philippe Alliot       | Lola-Lamborghini | –                | –                 | 1:26,975                  | 137,750 km/h              | 1:26,857                  | 137,937 km/h              | 17    |
| 18   | Pierre-Henri Raphanel | Coloni-Ford      | 1:27,590         | 136,783 km/h      | 1:30,264                  | 132,731 km/h              | 1:27,011                  | 137,693 km/h              | 18    |
| 19   | Nelson Piquet         | Lotus-Judd       | –                | –                 | 1:29,047                  | 134,545 km/h              | 1:27,046                  | 137,638 km/h              | 19    |
| 20   | Eddie Cheever         | Arrows-Ford      | –                | –                 | 1:28,461                  | 135,436 km/h              | 1:27,117                  | 137,525 km/h              | 20    |
| 21   | René Arnoux           | Ligier-Ford      | –                | –                 | 1:30,003                  | 133,116 km/h              | 1:27,182                  | 137,423 km/h              | 21    |
| 22   | Ivan Capelli          | March-Judd       | –                | –                 | 1:29,800                  | 133,416 km/h              | 1:27,302                  | 137,234 km/h              | 22    |
| 23   | Jonathan Palmer       | Tyrrell-Ford     | –                | –                 | 1:29,151                  | 134,388 km/h              | 1:27,452                  | 136,999 km/h              | 23    |
| 24   | Johnny Herbert        | Benetton-Ford    | –                | –                 | 1:29,661                  | 133,623 km/h              | 1:27,706                  | 136,602 km/h              | 24    |
| 25   | Roberto Moreno        | Coloni-Ford      | –                | –                 | 1:30,209                  | 132,812 km/h              | 1:27,721                  | 136,578 km/h              | 25    |
| 26   | Luis Pérez-Sala       | Minardi-Ford     | –                | –                 | 1:28,886                  | 134,788 km/h              | 1:27,786                  | 136,477 km/h              | 26    |
| DNQ  | Christian Danner      | Rial-Ford        | –                | –                 | 1:28,737                  | 135,015 km/h              | 1:27,910                  | 136,285 km/h              | –     |
| DNQ  | Yannick Dalmas        | Lola-Lamborghini | –                | –                 | 1:29,794                  | 133,425 km/h              | 1:27,946                  | 136,229 km/h              | –     |
| DNQ  | Satoru Nakajima       | Lotus-Judd       | –                | –                 | 1:28,568                  | 135,272 km/h              | 1:28,419                  | 135,500 km/h              | –     |
| DNPQ | Piercarlo Ghinzani    | Osella-Ford      | 1:27,795         | 136,463 km/h      | –                         | –                         | –                         | –                         | –     |
| DNPQ | Stefan Johansson      | Onyx-Ford        | 1:27,821         | 136,423 km/h      | –                         | –                         | –                         | –                         | –     |
| DNPQ | Nicola Larini         | Osella-Ford      | 1:28,555         | 135,292 km/h      | –                         | –                         | –                         | –                         | –     |
| DNPQ | Bernd Schneider       | Zakspeed-Yamaha  | 1:28,610         | 135,208 km/h      | –                         | –                         | –                         | –                         | –     |
| DNPQ | Bertrand Gachot       | Onyx-Ford        | 1:28,897         | 134,772 km/h      | –                         | –                         | –                         | –                         | –     |
| DNPQ | Gregor Foitek         | EuroBrun-Judd    | 1:29,423         | 133,979 km/h      | –                         | –                         | –                         | –                         | –     |
| DNPQ | Volker Weidler        | Rial-Ford        | 1:29,498         | 133,867 km/h      | –                         | –                         | –                         | –                         | –     |
| DNPQ | Aguri Suzuki          | Zakspeed-Yamaha  | 1:30,528         | 132,344 km/h      | –                         | –                         | –                         | –                         | –     |
| DNPQ | Joachim Winkelhock    | AGS-Ford         | 1:32,274         | 129,839 km/h      | –                         | –                         | –                         | –                         | –     |

### Rennen
| Pos. | Fahrer                | Konstrukteur     | Runden | Stopps | Zeit        | Start | Schnellste Runde |
| ---- | --------------------- | ---------------- | ------ | ------ | ----------- | ----- | ---------------- |
| 01   | Ayrton Senna          | McLaren-Honda    | 77     | 0      | 1:53:33,251 | 01    | 1:26,017         |
| 02   | Alain Prost           | McLaren-Honda    | 77     | 0      | + 50,529    | 02    | 1:25,501         |
| 03   | Stefano Modena        | Brabham-Judd     | 76     | 0      | + 1 Runde   | 08    | 1:28,188         |
| 04   | Alex Caffi            | Dallara-Ford     | 75     | 0      | + 2 Runden  | 09    | 1:28,680         |
| 05   | Michele Alboreto      | Tyrrell-Ford     | 75     | 0      | + 2 Runden  | 12    | 1:29,063         |
| 06   | Martin Brundle        | Brabham-Judd     | 75     | 1      | + 2 Runden  | 04    | 1:25,882         |
| 07   | Eddie Cheever         | Arrows-Ford      | 75     | 0      | + 2 Runden  | 20    | 1:28,506         |
| 08   | Alessandro Nannini    | Benetton-Ford    | 74     | 0      | + 3 Runden  | 15    | 1:29,251         |
| 09   | Jonathan Palmer       | Tyrrell-Ford     | 74     | 0      | + 3 Runden  | 23    | 1:27,745         |
| 10   | Thierry Boutsen       | Williams-Renault | 74     | 1      | + 3 Runden  | 03    | 1:27,290         |
| 11   | Ivan Capelli          | March-Judd       | 73     | 0      | DNF         | 22    | 1:28,204         |
| 12   | René Arnoux           | Ligier-Ford      | 73     | 0      | + 4 Runden  | 21    | 1:31,358         |
| 13   | Andrea de Cesaris     | Dallara-Ford     | 73     | 0      | + 4 Runden  | 10    | 1:27,240         |
| 14   | Johnny Herbert        | Benetton-Ford    | 73     | 0      | + 4 Runden  | 24    | 1:29,685         |
| 15   | Riccardo Patrese      | Williams-Renault | 73     | 1      | + 4 Runden  | 07    | 1:26,369         |
| –    | Luis Pérez-Sala       | Minardi-Ford     | 48     | 0      | DNF         | 26    | 1:30,890         |
| –    | Gabriele Tarquini     | AGS-Ford         | 46     | 0      | DNF         | 13    | 1:29,203         |
| –    | Roberto Moreno        | Coloni-Ford      | 44     | 0      | DNF         | 25    | 1:31,114         |
| –    | Philippe Alliot       | Lola-Lamborghini | 38     | 0      | DNF         | 17    | 1:29,446         |
| –    | Maurício Gugelmin     | March-Judd       | 36     | 0      | DNF         | 14    | 1:32,334         |
| –    | Nelson Piquet         | Lotus-Judd       | 32     | 0      | DNF         | 19    | 1:29,808         |
| –    | Nigel Mansell         | Ferrari          | 30     | 0      | DNF         | 05    | 1:26,946         |
| –    | Pierre-Henri Raphanel | Coloni-Ford      | 19     | 0      | DNF         | 18    | 1:31,253         |
| –    | Olivier Grouillard    | Ligier-Ford      | 4      | 0      | DNF         | 16    | 1:34,265         |
| –    | Pierluigi Martini     | Minardi-Ford     | 3      | 0      | DNF         | 11    | 1:32,270         |
| –    | Derek Warwick         | Arrows-Ford      | 2      | 0      | DNF         | 06    | 1:32,050         |

## WM-Stände nach dem Rennen
Die ersten sechs des Rennens bekamen 9, 6, 4, 3, 2 bzw. 1 Punkt(e). In der Fahrerwertung wurden die besten elf Resultate, in der Konstrukteurswertung alle Resultate gewertet.

### Fahrerwertung
| Pos. | Fahrer             | Konstrukteur     | Punkte |
| ---- | ------------------ | ---------------- | ------ |
| 01   | Ayrton Senna       | McLaren-Honda    | 18     |
| 02   | Alain Prost        | McLaren-Honda    | 18     |
| 03   | Nigel Mansell      | Ferrari          | 9      |
| 04   | Alessandro Nannini | Benetton-Ford    | 5      |
| 05   | Maurício Gugelmin  | March-Judd       | 4      |
| 06   | Derek Warwick      | Arrows-Ford      | 4      |
| 07   | Stefano Modena     | Brabham-Judd     | 4      |
| 08   | Johnny Herbert     | Benetton-Ford    | 3      |
| 09   | Thierry Boutsen    | Williams-Renault | 3      |
| 10   | Alex Caffi         | Dallara-Ford     | 3      |
| 11   | Michele Alboreto   | Tyrrell-Ford     | 2      |
| 12   | Jonathan Palmer    | Tyrrell-Ford     | 1      |
| 13   | Martin Brundle     | Brabham-Judd     | 1      |
| 14   | Eddie Cheever      | Arrows-Ford      | 0      |
| 15   | Satoru Nakajima    | Lotus-Judd       | 0      |
| 16   | Gabriele Tarquini  | AGS-Ford         | 0      |

| Pos. | Fahrer                | Konstrukteur     | Punkte |
| ---- | --------------------- | ---------------- | ------ |
| 17   | Olivier Grouillard    | Ligier-Ford      | 0      |
| 18   | Andrea de Cesaris     | Dallara-Ford     | 0      |
| 19   | Ivan Capelli          | March-Judd       | 0      |
| 20   | Philippe Alliot       | Lola-Lamborghini | 0      |
| 21   | Nicola Larini         | Osella-Ford      | 0      |
| 22   | René Arnoux           | Ligier-Ford      | 0      |
| 23   | Christian Danner      | Rial-Ford        | 0      |
| 24   | Riccardo Patrese      | Williams-Renault | 0      |
| –    | Bernd Schneider       | Zakspeed-Yamaha  | 0      |
| –    | Nelson Piquet         | Lotus-Judd       | 0      |
| –    | Pierluigi Martini     | Minardi-Ford     | 0      |
| –    | Gerhard Berger        | Ferrari          | 0      |
| –    | Luis Pérez-Sala       | Minardi-Ford     | 0      |
| –    | Yannick Dalmas        | Lola-Lamborghini | 0      |
| –    | Roberto Moreno        | Coloni-Ford      | 0      |
| –    | Pierre-Henri Raphanel | Coloni-Ford      | 0      |

### Konstrukteurswertung
| Pos. | Konstrukteur     | Punkte |
| ---- | ---------------- | ------ |
| 01   | McLaren-Honda    | 36     |
| 02   | Ferrari          | 9      |
| 03   | Benetton-Ford    | 8      |
| 04   | Brabham-Judd     | 5      |
| 05   | March-Judd       | 4      |
| 06   | Arrows-Ford      | 4      |
| 07   | Williams-Renault | 3      |
| 08   | Dallara-Ford     | 3      |
| 09   | Tyrrell-Ford     | 3      |

| Pos. | Konstrukteur     | Punkte |
| ---- | ---------------- | ------ |
| 10   | Lotus-Judd       | 0      |
| 11   | AGS-Ford         | 0      |
| 12   | Ligier-Ford      | 0      |
| 13   | Lola-Lamborghini | 0      |
| 14   | Osella-Ford      | 0      |
| 15   | Rial-Ford        | 0      |
| –    | Zakspeed-Yamaha  | 0      |
| –    | Minardi-Ford     | 0      |
| –    | Coloni-Ford      | 0      |